# Grofovi Draškovići
 Ovo je glavno značenje pojma Grofovi Draškovići. Za druga značenja pogledajte Drašković.
Grofovi Draškovići su hrvatska velikaška obitelj koja je tijekom niza stoljeća imala značajnu ulogu u političkom, društvenom, kulturnom i gospodarskom životu hrvatskog naroda i hrvatske države u svim njenim vidovima postojanja (od personalne unije s Ugarskom preko sastavnog dijela habsburške monarhije do rascijepljene pokrajine u prvoj južnoslavenskoj državi).
Draškovići su tijekom stoljeća dali - između ostaloga - 4 hrvatska bana, a grof Janko Drašković (1770.-1856.) je bio jedan od predvodnika Ilirskog pokreta (tj. hrvatskog narodnog preporoda u 19. stoljeću, koji je od Hrvata učinio modernu naciju), prvi predsjednik Matice hrvatske, te je u Hrvatskom saboru održao 1832. godine prvi govor na hrvatskom jeziku, nakon što je stoljećima službeni jezik Sabora bio latinski. 1850.-ih godina je obnovio dvorac Trakošćan, učinivši ga prema nekima najljepšim dvorcem južno od Njemačke.

## Podrijetlo i začetci loze
Do 15. stoljeća nema puno vjerodostojnih podataka o Draškovićima. Najvjerojatnije je da potječu od starohrvatskog plemena Kršelaca, a zna se da su u 15. stoljeću imali posjede oko sela Zažično Donje (današnje Donje Pazarište) u Buškoj župi (Bužani), zapadna Lika, i da su pripadali ondašnjem nižem plemstvu.
Modruški urbar, važan hrvatski pravni dokument iz 1486. godine pisan glagoljicom, navodi da je plemićka obitelj Drašković posjedovala sedam kmetskih gazdinstava.
U trima ispravama iz 1490. godine, također pisanima glagoljicom, koje se čuvaju u mađarskom državnom arhivu u Budimpešti, spominje se „35 plemenitih ljudi Draškovića“, među kojima je i Juraj Drašković (živio između 1450. i 1490. godine).
U jednom dokumentu iz 1520. godine spominje se ime Bartol Drašković Kninjanin, što upućuje na to da je potonji imao posjede oko Knina. Njega se zapravo smatra začetnikom velikaške loze te obitelji. U navedenom dokumentu iz 1520. godine on je spomenut kao kancelar (tajnik) Dore Frankopan. Drugi izvori spominju da je bio odgajatelj bana Ivana Karlovića. Oba su podatka podudarna, jer je Ivan Karlović bio sin Karla Kurjakovića, krbavskog kneza podrijetlom iz starohrvatskog plemena Gusića, i njegove supruge Dore rođ. Frankopan.
Zbog turske opasnosti Bartol Drašković je krajem dvadesetih ili početkom tridesetih godina 16. stoljeća napustio stare obiteljske posjede i svoj dvorac u Bilini, zapadno od Knina, te se sa svojom obitelji preselio u sjevernije krajeve, na područje Pokuplja.

## Uspon i širenje moći
Premda je obitelj u vrijeme turske prijetnje osiromašila, Bartol je, uz pomoć rodbinskih veza, uspio svojim sinovima Jurju, Gašparu i Ivanu omogućiti solidno obrazovanje, što je, uz ostalo, doprinijelo jačanju njihove moći i utjecaja. Bartolova supruga Ana je, naime, bila sestra kardinala Jurja Utješinovića, velikovaradinskog biskupa, podrijetlom iz Bartolovog zavičaja, koji je pomogao sestrinoj obitelji u nevolji, osobito nakon što je Bartol umro 1538. godine i ostavio same suprugu i troje djece.
Najstariji sin Juraj bio je teolog, biskup i hrvatski ban od 1567. do 1576., postavši pred kraj života i kardinal, a najzaslužniji je što su Draškovići dobili od kralja Maksimilijana 1567. godine barunsku titulu. Drugi Bartolov sin Gašpar (I.) je dvije godine kasnije, zajedno s bratom Jurjem (na ime neisplaćene njegove banske plaće), dobio na korištenje dvorac Trakošćan. Od njega potječu svi daljnji Draškovići, jer je jedini imao potomstvo; bio je u braku s Katarinom Sekelj od Ormoža i imao sinove Ivana (II.) /1550-1613/ i Petra (I.) /1555-1614/, koji su osnivači dvaju ogranaka obitelji. Treći Bartolov sin Ivan (I.) poginuo je, prema povijesnim izvorima, prigodom junačke obrane Sigeta 1566. godine, boreći se uz bok Nikole Zrinskog Sigetskog.
Sljedećih godina i desetljeća članovi obitelji šire svoj utjecaj i stječu nove posjede (na primjer Klenovnik 1572, Medvedgrad 1604, Božjakovinu 1685. itd.), čime se ta plemićka loza učvrstila na sjeverozapadu Hrvatske. Tako su negdašnji Draškovići od Biline postali Draškovići Trakošćanski.   
Tijekom 17. stoljeća Draškovići dosižu svoj zenit, osobito za vrijeme Ivana III. (živio 1603-1648.), kada su bili najjači i najbogatiji. Ivan III. Drašković jedini je Hrvat u povijesti koji je izabran za ugarskog palatina, najvišeg dvorskog dužnosnika i kraljevog zamjenika (1646-1648.); bio je na glasu kao sposoban vojskovođa, te nosio titulu Viteza „Zlatne ostruge“. Za njihove zasluge Draškovićima je godine 1631. kralj Ferdinand II. dodijelio naslov grofa.

## Vojskovođe protiv navale Osmanlija
U razdoblju najžešćih turskih navala na ostatke ostataka nekoć slavnog Kraljevstva Hrvatskog, kao i nakon toga, Draškovići su intenzivno sudjelovali u obrani, ali i oslobađanju i povratku hrvatskih krajeva matici zemlji, iznjedrivši niz vrsnih vojskovođa. Osim već navedenog Ivana III., istaknuo se, primjerice, njegov otac Ivan II., koji je zajedno s tadašnjim banom Tomom Bakačem Erdödyjem, obranio Sisak od osmanlijske invazije 1593. godine, da bi kasnije i sam postao hrvatskim banom (1596-1608).
Početkom pak 18. stoljeća (točnije 1716. godine) Ivan V. Drašković (također kasniji ban) oslobodio je od turske okupacije niz naselja, među kojima Jasenovac, Dubicu i Kostajnicu. Nije mu, na žalost uspjelo vratiti i neka druga važna hrvatska područja i utvrde na njima, kao što su na primjer Bihać i tadašnji Novi Grad, odnosno Bosanski Novi, kako bi cijelu hrvatsku istočnu granicu s ondašnjim Bosanskim ejaletom (pašalukom) postavio na rijeku Unu, nego je ona trajno ostala takva kakva je i danas, s Bihaćem i “Cazinskom krajinom“ zauvijek izgubljenima za Hrvatsku. 

## Predvodnici kulture i umjetnosti
Kao i svaka viđenija i obrazovana plemićka obitelj, Draškovići su posjedovali bogatu knjižnicu. Ali ne samo to, nego su neki njezini članovi i sami pisali knjige, a mnogi su bili mecene u hrvatskoj kulturi i umjetnosti. Biskup Juraj II. je, na primjer, financirao tiskanje „Kronike“ Antuna Vramca godine 1578., a grof Janko Drašković, poznati Ilirac, skoro sav je svoj imetak žrtvovao u političke, ali i kulturne svrhe. Smatran najobrazovanijim Hrvatom na kraju 18. i na početku 19. stoljeća, potonji je godine 1832. dao tiskati svoje najpoznatije djelo Disertaciju, svojevrsni politički, gospodarski i kulturni program hrvatskog narodnog preporoda. 
Značajna je povezanost obitelji Drašković s obitelji Zrinski, koja je  1645. godine učvršćena brakom Nikole Zrinskog Čakovečkog s Marijom Euzebijom, kćeri grofa Gašpara II. Draškovića, odnosno unukom Petra I. Jedna od posljedica te veze je bila ta da je dio knjiga iz knjižnice Draškovića završio u čuvenoj Nikolinoj Bibliotheci Zriniani, koja se danas nalazi sačuvana u Nacionalnoj i sveučilišnoj knjižnici u Zagrebu.  
Jedan dio knjiga koje su nekad posjedovali članovi obitelji Drašković, i to poglavito knjige starije od onih koje se nalaze u dvorcu Trakošćanu, čuva se u  Hrvatskom državnom arhivu u Zagrebu.

## Razgranatost plemenite loze Draškovića
Tijekom 17., 18. i 19. stoljeća grofovi Draškovići su se razgranali u nekoliko ogranaka i postali vlasnici brojnih veleposjeda, dvoraca, kurija i gradskih palača, ne samo u Hrvatskoj, nego i na području drugih zemalja koje su tada bile u sklopu Habsburške Monarhije (npr. Slovenije, Mađarske, Austrije i Slovačke), te izvan nje (npr. Švicarske). U njihovim su rukama bila hrvatska vlastelinstva i dvorci kao što su Trakošćan, Klenovnik, Vinica, Opeka, Zelendvor, Veliki Bukovec, Bisag, Hrašćina, Božjakovina, Brezovica i Rečica.
Osim što su dali hrvatske banove, oni su uspjeli biti i visoki crkveni dostojanstvenici (biskupi, kardinali), vojni časnici najvišeg ranga (generali, podmaršali), te najviši državni dužnosnici (ugarski palatin, kraljevski kancelari, kraljevski savjetnici, suci i drugo).
Neki pripadnici obitelji vratili su pak se nakon oslobođenja od turske okupacije i opasnosti u svoju postojbinu Liku, točnije u okolicu Kosinja, a bilo je ogranaka i u okolici Ogulina i Tounja.  
Među poznatije i važnije članove plemenite loze Draškovića spadaju:
- Juraj I., (oko 1450-1490.)
- Bartol „Kninjanin“, (*?, †1538.)
- Juraj II., Bartolov (najstariji) sin (*1525, †1587.), kardinal i hrvatski ban (1567-1576.)
- Gašpar I., Bartolov (drugi) sin (*1530, †1591.), dobio naslov baruna 1567.
- Ivan I., Bartolov (treći) sin (*?, †1566(?), poginuo u bitki kod Sigeta
- Ivan II., Gašparov sin (*1550, †1613.), hrvatski ban (1596-1608.)
- Ivan III., sin Ivana II. (*1595 ili 1603, †1648.), dobio naslov grofa 1631, hrvatski ban (1640-1646.), ugarski palatin (1646-1648.)
- Ivan V., unuk Ivana III. (*1660, †1733.), hrvatski ban (1732-1733.)
- Josip Kazimir, sin Ivana V. (*1716, †1765.), stekao čin podmaršala Habsburške vojske
- Janko, unuk Josipa Kazimira (*1770, †1856.), Ilirac
- Ivan XI., (*1916, †1993.), posljednji vlasnik Trakošćana

## Obitelj koja je dala četiri hrvatska bana
Iz razgranate obitelji Drašković potekla su četiri hrvatska bana: Juraj II., Ivan II., Ivan III. i Ivan V.
Juraj II. se istaknuo kao izuzetno sposoban i utjecajan svećenik i političar. Školovavši se u Krakowu, Beču, Bologni i Rimu, već je u tridesetdrugoj godini života 1557. postao pečuškim, a 1563. zagrebačkim biskupom. Godine 1573. imenovan je kaločkim nadbiskupom, da bi naposljetku 1585. bio unaprijeđen u kardinala. Hrvatskim banom postao je 1567. godine, zajedno s Franjo Frankopanom Slunjskim, a kada je ovaj iznenada umro 1572., Juraj je nekoliko sljedećih godina upravljao Hrvatskom sâm. U to se vrijeme zbila i čuvena seljačka buna Matije Gupca, koju je banska vojska ugušila u krvi. Godine 1578. Juraj je postao kraljevim kancelarom, a 1584. kraljevim namjesnikom u Ugarskoj, što pokazuje kakvo je Rudolfovo povjerenje s vremenom stekao. Smrt ga je zatekla početkom 1587., nakon što je imenovan kardinalom i bio na vrhuncu slave.
Ivan II. bio je sin Jurjeva mlađeg brata Gašpara. Poznat je kao vojskovođa koji se istaknuo u bitkama protiv Turaka, a imenovan je i za potpredsjednika Dvorskog ratnog vijeća. Naročito je znamenita njegova uloga u obrani sisačke tvrđave i teškog turskog poraza u bitki kod Siska 1593. Proširio je svoje posjede, osobito na Krapinu i njenu okolicu, te na područje Medvedgrada. Dužnost hrvatskog bana obnašao je dvanaest godina (1596-1608).  
Ivan III., sin Ivana II., doveo obitelj Drašković do zenita, kada su bili najjači, najutjecajniji i najbogatiji. Ostvarivši mnoge pobjede u bitkama protiv agresivnih Turaka, organizirao je istovremeno obranu, utvrđujući gradove i izgrađujući granične fortifikacije, te je u ono vrijeme bio poznat kao defensor Croatiae, to jest branitelj Hrvatske. Hrvatskim banom postao je 1640., a naslijedio ga je mladi Nikola Zrinski Čakovečki.
Ivan V. Antun bio je unuk Ivana III., a sin Ivana IV. Stekao je čin podmaršala Habsburške carske vojske, a tek je u poodmaklim godinama života 1732. imenovan hrvatskim banom, ostavši na tom položaju do 1733., kada je i umro. O njegovoj vojničkoj slavi koja se očuvala do danas govori i podatak da je na početku Domovinskog rata jedna od vojarni Hrvatske vojske u Varaždinu nazvana imenom ’’Ivan V. Drašković’’. 

## Članovi obitelji u Hrvatskoj u novije doba
Nakon Drugog svjetskog rata Draškovići su izgubili svoja, tada nacionalizirana, imanja u domovini i odselili su u inozemstvo te se konačno naselili u Güssingu (hrv. Novi Grad) u austrijskom Gradišću. Uspostavom samostalne Republike Hrvatske stvorili su se uvjeti za njihov povratak, pa je to iskoristio nositelj nasljednih prava i predstavnik posljednjeg preostalog ogranka ovog starog hrvatskog roda dr. Karl grof Draskovich (1923. – 2019.), koji je živio u Austriji, otkupivši 1998. svoj nekadašnji posjed u Velikom Bukovcu kod Ludbrega. Sa sinom Nikolausom (rođenim 1968.) on se tamo kroz tvrtku Agroludbreg d.d. bavi poljoprivrednim poduzetništvom. Tako se barem na jednom mjestu u Hrvatskoj nastavila mnogostoljetna tradicija opstojanja velikaške obitelji Drašković. Karl Drašković je umro 2020. godine, ne dočekavši povrat značajne obiteljske imovine oduzete u Hrvatskoj za vrijeme socijalizma.
Nikolaus Draskovich oženio se libijskom plemkinjom Rulom s kojom ima blizance Ivana Aleksandera i Mariju Alisar te mlađeg sina Karla. Sa suprugom i djecom, uzeo je hrvatsko državljanstvo. S obitelji živi u Gradišću u Austriji. Nakon 2020. godine  je ostvario povrat oko 1500 hektara zemljišta i raznih drugih nekretnina u Hrvatskoj oduzetih Draškovićima za vrijeme komunističke vladavine.

## Galerija
| Juraj II. (*1525 - †1587) | Ivan III. (*1595? - †1648) | Nikola II. (*o.1625 - †1687) | Ivan V. (*1660 - †1733) | Janko (*1770 - †1856) |

## Vanjske poveznice
- Genealogija obitelji Drašković s češko-mađarskom varijantom njihovih imena
- Draškovići - baruni od 1567. (’’Vjekoslav Klaić: „Povijest Hrvata” izdanje 1899., XV. Poglavlje: Hrvatsko kraljevstvo za prva tri Habsburgovca (1527-1608.), str.28)’’
- Kratke biografije nekih članova obitelji Drašković
- Sadašnji članovi obitelji Drašković
- Prognani i raseljeni Draškovići od Biline postali su Draškovići od Trakošćana
- Bartol Drašković - šurjak Kardinala Jurja Utješinovića (1482-1551.)[neaktivna poveznica]